# Audrey Terras
Audrey Anne Terras (geborene Bowdoin; * 10. September 1942 in Washington, D.C.) ist eine US-amerikanische Mathematikerin, die sich mit harmonischer Analysis auf symmetrischen Räumen und Graphen, automorphen Funktionen, Zahlentheorie, geometrischer Analysis (Selbergsche Spurformel, Spektren von Laplaceoperatoren) und Quantenchaos beschäftigt.

## Leben und Wirken
Audrey Terras studierte an der University of Maryland, College Park (Bachelor 1964), wandte sich der Zahlentheorie zu (unter dem Einfluss von Vorträgen von Sigekatu Kuroda) und wurde 1970 an der Yale University bei Tsuneo Tamagawa promoviert (A generalization of the Epstein zeta function), nachdem sie dort 1966 ihren Master-Abschluss gemacht hatte. 1972 wurde sie Assistant Professor an der University of California, San Diego, wo sie heute Professorin ist.
Sie ist Mitglied der American Association for the Advancement of Science und war in verschiedenen Komitees der American Mathematical Society (AMS), u. a. war sie Herausgeberin der Transactions of the AMS und war in deren Rat.
Nachdem sie sich mit der harmonischen Analysis auf symmetrischen Räumen und dem Eigenwertspektrum des Laplace-Operators auf verschiedenen Mannigfaltigkeiten beschäftigte (womit die Spurformel von Atle Selberg und dessen Zetafunktion in Verbindung steht, die auch in Untersuchungen über Quantenchaos wichtig ist), untersuchte sie auch die Spektren von Operatoren auf endlichen Gruppen und Graphen und damit zusammenhängend die Zetafunktion von Graphen.
2008 war Audrey Terras Noether Lecturer (Fun with Zetafunctions of Graphs) und 2000 Falconer Lecturer der Mathematical Association of America (Finite Quantum Chaos). Sie ist Fellow der American Mathematical Society.

## Schriften
- Harmonic Analysis on Symmetric Spaces and Applications, Bd.1, 2. Springer-Verlag 1985, 1988.
- Fourier Analysis on Finite Groups and Applications. Cambridge University Press 1999.
- mit Dennis Hejhal, Peter Sarnak (Herausgeber): The Selberg Trace Formula and related topics. AMS 1986.
- Zeta functions on graphs: a stroll through the garden, Cambridge University Press 2011, Review, Bulletin AMS 2014